# Vasco Menegozzo
Vasco Menegozzo (Venezia, 1886 – Biella, 1974) è stato un pittore italiano.

## Biografia
Nato a Venezia nel 1886, si trasferì a Genova nel 1892 dove frequentò l'Istituto Nautico Vittorino da Feltre . Nel 1908 si iscrisse all’Accademia ligustica di belle arti, dove fu allievo di Cesare Viazzi e Tullio Quinzio . Nel 1910 esordì alla cinquantasettesima Esposizione della Società di Belle Arti di Genova. Partecipò poi come ufficiale di fanteria alla prima guerra mondiale, dove venne insignito di una medaglia d'argento al Valor Militare.
Ritornato dal fronte, continuò negli anni successivi la sua attività pittorica, partecipando assiduamente alle mostre sindacali e a quelle annuali della Società Promotrice di Belle Arti .
Nel 1926 fu eletto Accademico di Merito presso l'Accademia ligustica di belle arti . Espose in numerose mostre a Torino, Milano, Monza e Roma: qui, nel 1927, tenne la sua prima Personale presso il Teatro Nazionale.
Dopo una breve parentesi divisionista agli inizi degli anni Venti, frutto dall'influsso dei pittori genovesi della generazione precedente come Gaetano Previati e Plinio Nomellini, la sua arte tornò ad un linguaggio prettamente tradizionale. Marine, vedute portuali e cittadine, paesaggi, praticati ad olio e all'acquarello furono i soggetti da lui più frequentemente rappresentati nella sua pittura. Vasco Menegozzo morì a Biella nel 1974.

## Opere nei musei
- Il porto di Genova e il colle di San Benigno -  Genova, Galleria d'Arte Moderna